# Église Saint-Sauveur de Brest
L'église Saint-Sauveur de Brest est un édifice de style jésuite érigé dans le quartier de Recouvrance  entre 1740 et 1749.

## Les anciennes chapelles de Recouvrance

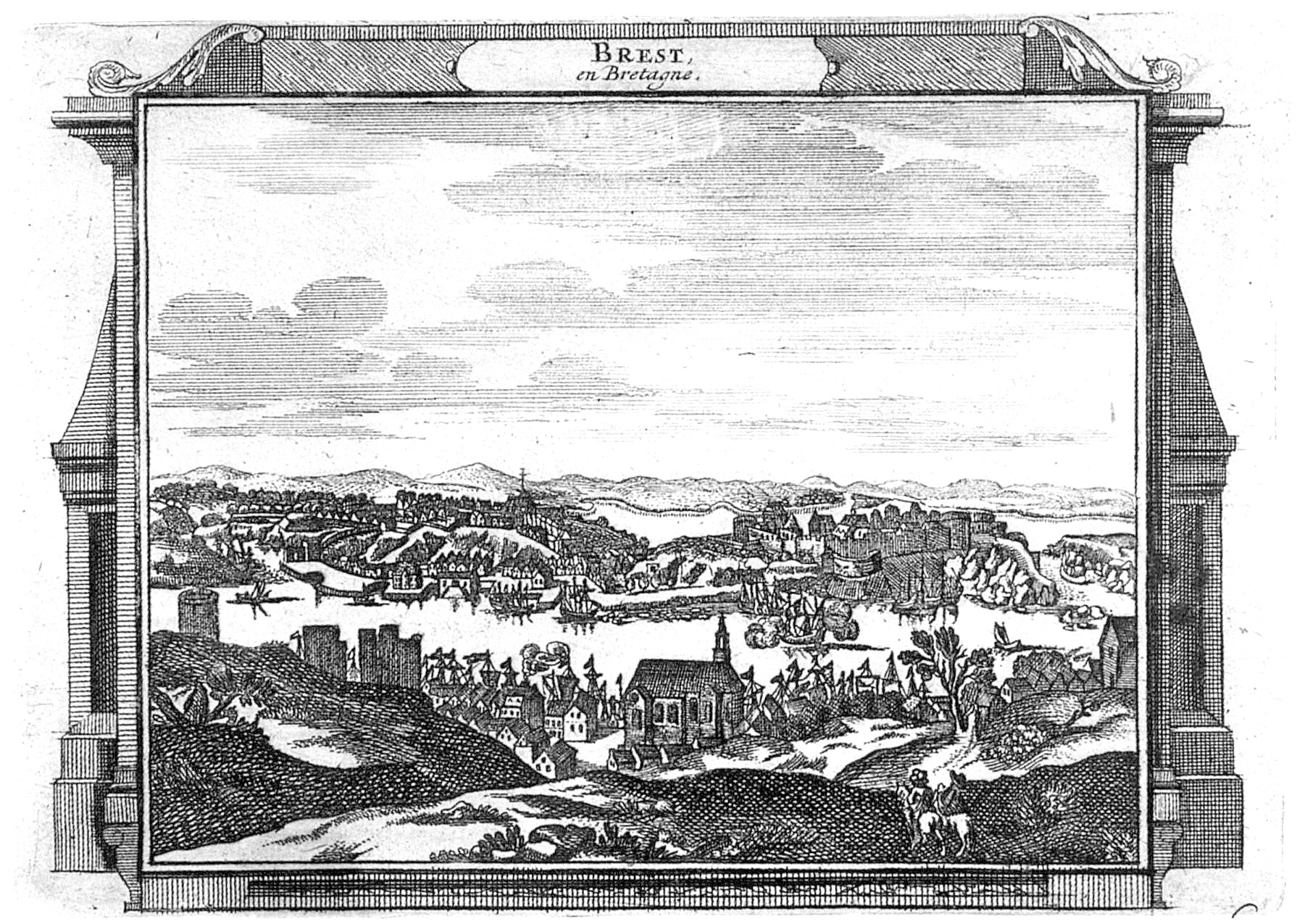
La chapelle Sainte-Catherine au cœur du quartier de Recouvrance

Dans le quartier de Recouvrance les seigneurs du Chastel  édifièrent à la fin du Moyen Âge une chapelle dédiée à sainte Catherine d'Alexandrie  qui était située sur les rives de la Penfeld, au niveau de l'actuelle porte Jean-Bart de l'arsenal.
En 1346 que Jean IV de Montfort fonda dans le village de Sainte-Catherine la chapelle Notre-Dame-de-Recouvrance, nommée ainsi car l'on y déposait de nombreux ex-votos pour prier en faveur du bon retour (de la recouvrance) des bateaux partant de Brest.
Cet édifice étant devenu trop petit les habitants de Recouvrance décidèrent dès 1679 de la construction d’une autre chapelle dédiée au Saint-Sauveur. L’entrepreneur chargé de la construction de la chapelle, embaucha des ouvriers du port sans emploi. Mais ces ouvriers, plus habitués à la construction et à la réparation navale, ne connaissaient rien à la maçonnerie et l'église que l'on surnomma « l’église du temps perdu » dut être détruite en 1724.

## L’église actuelle
L’église actuelle fut dessinée par Frézier ; elle fut construite entre 1740 et 1749.
La chapelle fut érigée en église paroissiale par Gouyon de Vaudurant (évêque du Léon), le 16 mai 1750, séparée de celle de Saint-Pierre-Quilbignon.
D'un style jésuite très simple, faute de ressources, l'église se compose d’une nef à neuf travées et de bas-côtés ; la façade-pignon possède un arc en plein-cintre.
Relativement épargnée par les destructions de la Seconde Guerre mondiale, elle est aujourd'hui la plus vieille église de Brest.
La statue de Notre-Dame de Recouvrance, au-dessus de l'autel latéral de droite, est l'une des rares œuvres religieuses d'Yves Collet.
Dans la cour, on trouve un monument commémoratif en pierre de Kersanton, surmonté d'une statue agenouillée de l'abbé Y. M. Queinnec, œuvre de Yann Larc'hantec[réf. nécessaire].

## Galerie photos

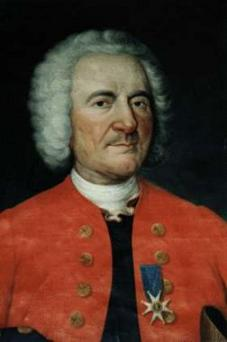
Amédée François Frézier, architecte de l'église.
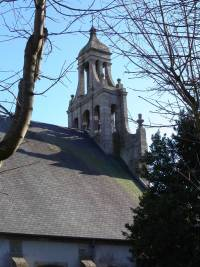
Clocher de l'église Saint-Sauveur.
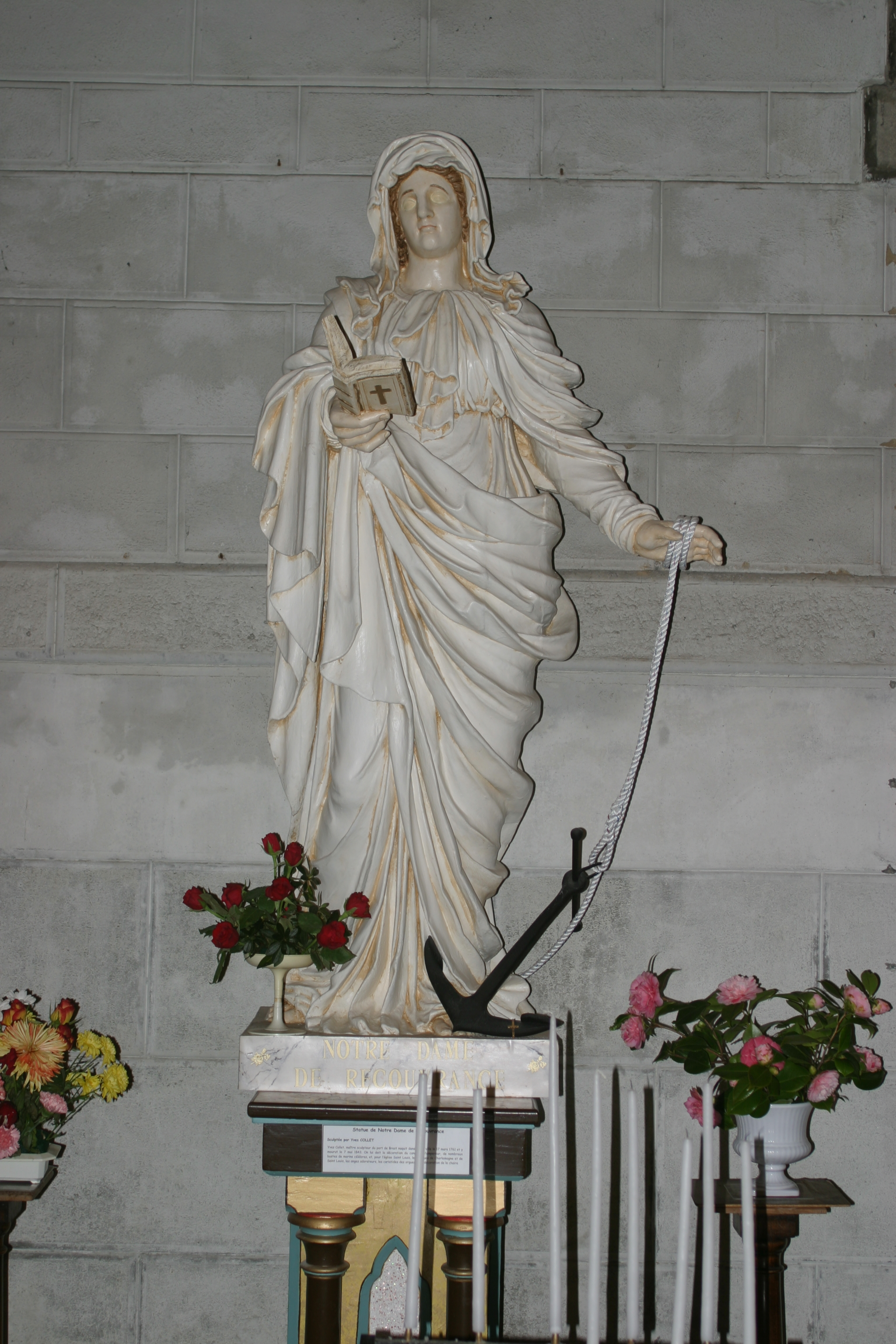
Statue de Notre-Dame de Recouvrance, œuvre d'Yves Collet, située dans l'église
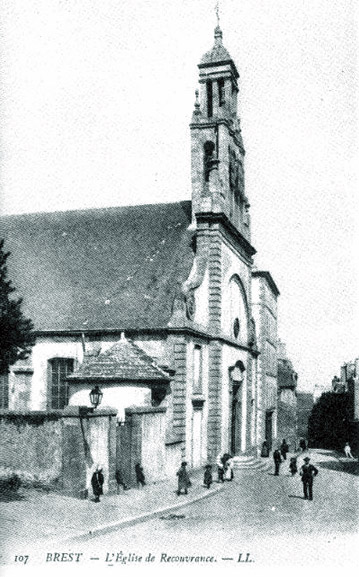
Vue de l’église depuis la place Ronarc'h au début du XXe siècle.
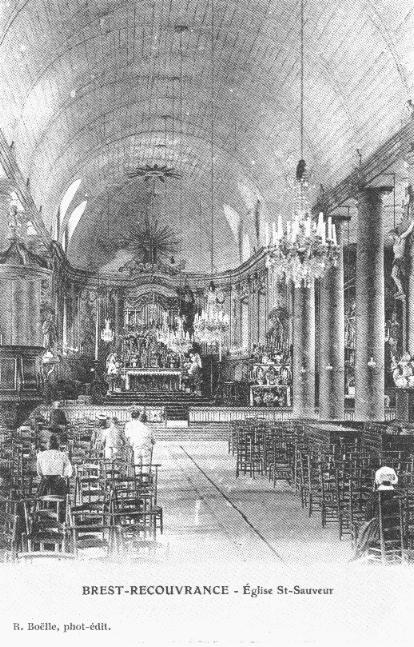
Vue de l’intérieur de l'église au début du XXe siècle.